# M・ポコラ
M・ポコラ（M. Pokora、本名 Matthieu Tota 発音: [matjø tɔta];1985年9月26日 - ）は、フランス・アルザス地方ストラスブール出身の歌手、ダンサー、モデル、俳優、タレント。作詞作曲も手掛ける。M・ポコラ又はマット・ポコラの名前で知られている。フランス国内だけでなく、ヨーロッパ諸国でも人気を誇る。妻は歌手・女優のクリスティーナ・ミリアンで、3人の子供がいる。

## 来歴
ポコラは1985年9月26日、ポーランド出身のサッカー選手である父 André Tota と公務員である母の間に生まれた。兄ジュリアンから与えられたマイケル・ジャクソンの「Bad」に影響され、音楽活動を始める。
学生時代にはストラスブールにあるキリスト系の小学校、バ＝ラン県のムンドルスハイムにあるポール・エミル・ビクトワ中学、最後に、ストラスブールの郊外の中のシルティカイムにあるアリスティード・ブリアン職業学校に通った。
無名時代にはR'n'Bグループ、「ミックユニティー」に所属していた。2003年に、フランスのテレビ局M6で放映されたオーディションTV番組「Popstars」に出演する。この番組は、毎回オーディションを勝ち抜いた歌手たちで、ボーイ・バンドやガール・グループを生み出しており、この番組のある回でLionelとOtisと共にオーディションを勝ち抜き、3人組ボーイ・バンド「リンクアップ」を結成。初のシングル曲「Mon étoile」はフランス国内で売上１位を記録し、続く「Une seconde d'éternité」や「You and Me Bubblin」（イギリスのバンドグループBlueと共にレコーディング）といったシングル曲もヒットした。アルバム『ノートル・エトワール（Notre étoile）』をリリースし、アルバムはフランスで3位を記録するなど高い評価を得た。
リンクアップは1年で解散し、すぐにソロ活動を開始すると2004年11月、ファーストソロアルバム『M. Pokora』をリリースした。
2011年、シングル「Juste Une Photo De Toi」でNRJ Music AwardのSong of the Yearを受賞した。
2011年にフランスのテレビ局TF1の番組「Danse avec les stars – シーズン1」に出演し、優勝する。そして2014年、同番組のシーズン5で審査員の一員となった。

## 音楽ジャンル、テーマやその影響
音楽ジャンルはR&B、ポップ、エレクトロミュージック、ダンスは、ヒップホップ、クランク、アーバン、ユーロダンス、ハウス、クラブミュージックから成っている。音楽活動の中で、徐々にR&Bから離れて行き、よりポップな音楽に変わって行った。
3rdアルバム「MP3」では、「失望と愛の裏切り」の表現をテーマとしている。自身の敬愛するマイケル・ジャクソンの 「We are the world」をインスピレーションした「Through the eyes」 （フランス語版のsur ma route）を作曲した。「子供たちや貧困、そして特に、子供の目を通して世界の状況を見ることの必要性を表現したかったという点で、「ジャクソニアン」の考えを「Through the eyes」に反映させている。」と彼は言う。 「They Talk Shit About Me」では両親の離婚について語っており、「私たち家族は前進し続けた。そして、それは現在の私自身を作った。」とポコラは語っている。同時期に人気を博していたジャスティン・ティンバーレイクに風貌や音楽性が似ており、彼のプロデュースで知られるティンバランドがプロデュースをしていたため、フランスのジャスティンと呼ばれた。
4thアルバム「Mise à jour」は、これまで彼が歌ってきたテーマである愛、誘惑、感情のコントロールだけでなく、疑い、彼の祖父、そして社会をテーマにしている。彼はこのアルバムでは、デイヴィッド・ゲッタやタイオ・クルーズの曲に影響を受けていると語っている。また「ジュスト・ユヌ・フォト・ド・トワ」は、リアーナの“Take a Bow”やビヨンセ・ノウルの“Irreplaceable”といった曲に似ている。

## 作品

### アルバム
Linkup時代
- 2003: Notre étoile (as a member of Linkup)

ソロ活動
- 2004: M. Pokora
- 2006: Player
- 2008: MP3
- 2010 / 2011: Mise à jour / Updated / Mise à jour Version 2.0
- 2012: À la poursuite du bonheur
- 2013: À la poursuite du bonheur Tour - Live à Bercy
- 2015: R.E.D.
- 2016: My Way
- 2019: Pyramide

Special releases
- 2013: À la poursuite du bonheur / Mise à jour (re-release)

### DVDs
- 2005 "Un an avec M. Pokora" (One year with M. Pokora)
- 2006 "Player Tour"
- 2007 "100% VIP" (with Alexandra Gas)
- 2012 "A La Poursuite Du Bonheur Tour"
- 2015 "M.Pokora 10 ans de Carrière Symphonic Show "